# Опасне девојке (филм из 2024)
Опасне девојке (енгл. Mean Girls) амерички је филм са елементима мјузикла и комедије из 2024. Режију потписују Артуро Перез Млађи и Саманта Џејн, по сценарију Тине Феј. Адаптиран је по истоименом мјузиклу који се темељи на истоименом филму. Главне улоге тумаче Ангури Рајс, Рене Рап, Аули Краваљо и Кристофер Брајни, уз Фејеву и Тима Медоуза који понављају своје улоге из оригиналног филма.
Премијера је приказана 8. јануара 2024. у Њујорку, док је 12. јануара започео с приказивањем у биоскопима у САД. Добио је помешане рецензије критичара.

## Улоге
| Глумац           | Улога           |
| ---------------- | --------------- |
| Ангури Рајс      | Кејди Херон     |
| Рене Рап         | Реџина Џорџ     |
| Аули Краваљо     | Џенис Имике     |
| Џакел Спиви      | Дејмијан Хабард |
| Авантика         | Карен Шети      |
| Биби Вуд         | Гречен Винерс   |
| Кристофер Брајни | Арон Самјуелс   |
| Џена Фишер       | госпођица Херон |
| Бизи Филипс      | госпођа Џорџ    |
| Тина Феј         | госпођа Норбери |
| Тим Медоуз       | директор Дувал  |